# Elurikkuse Erakond
Elurikkuse Erakond – estońska partia polityczna, założona we wrześniu 2018 r.,  jednym z jej liderów jest były szef Estońskiej Partii Wolności, Artur Talvik.
W kierownictwie partii dominują naukowcy i działacze kultury: Rainer Kuuba, dyrektor Instytutu Võru, folklorysta Anzori Barkalaya (opuścił partię  w styczniu 2019 r.), biolog Mati Kose, dziennikarz Airi Hallik-Konnula, producent filmowy Artur Talvik.
10 listopada partia zadeklarowała, że liczba członków partii przekroczyła 500 osób, co dało jej prawo udziału w wyborach parlamentarnych. Kandydatem na premiera z ramienia partii był ekolog Mihkel Kangur.

## Wyniki wyborów
| Wybory | Głosy | %   | Mandaty | ± | Pozycja | Udział w rządzie |
| ------ | ----- | --- | ------- | - | ------- | ---------------- |
| 2019   | 6,858 | 1,2 | 0/101   | – | 8.      | nie              |